# باغ‌وحش تالین
باغ‌وحش تالین (انگلیسی: Tallinn Zoo) اولین باغ‌وحش ساخته شده در کشور استونی است که در شهر تالین قرار دارد.
این باغ‌وحش که در سال ۱۹۳۹ افتتاح شده دارای ۸۹ هکتار مساحت، ۱۳٬۳۳۶ حیوان و ۵۴۸ گونه جانوری می‌باشد، در سال ۲۰۱۲ میلادی ۳۳۳٬۶۹۶ نفر از این باغ‌وحش دیدن کرده‌اند.

## حیوانات
| گروه         | گونه‌ها | حیوانات |
| ------------ | ------ | ------- |
| پستانداران   | ۹۰     | ۱٬۲۹۶   |
| پرنده        | ۱۲۳    | ۶۱۸     |
| خزندگان      | ۴۳     | ۱۵۶     |
| دوزیستان     | ۱۷     | ۱۴۱     |
| ماهی         | ۱۳۱    | ۲٬۳۷۳   |
| بی‌مهرگان     | ۱۴۴    | ۸٬۷۵۲   |
| مجموع (۲۰۱۲) | ۵۴۸    | ۱۳٬۳۳۶  |

## نگارخانه

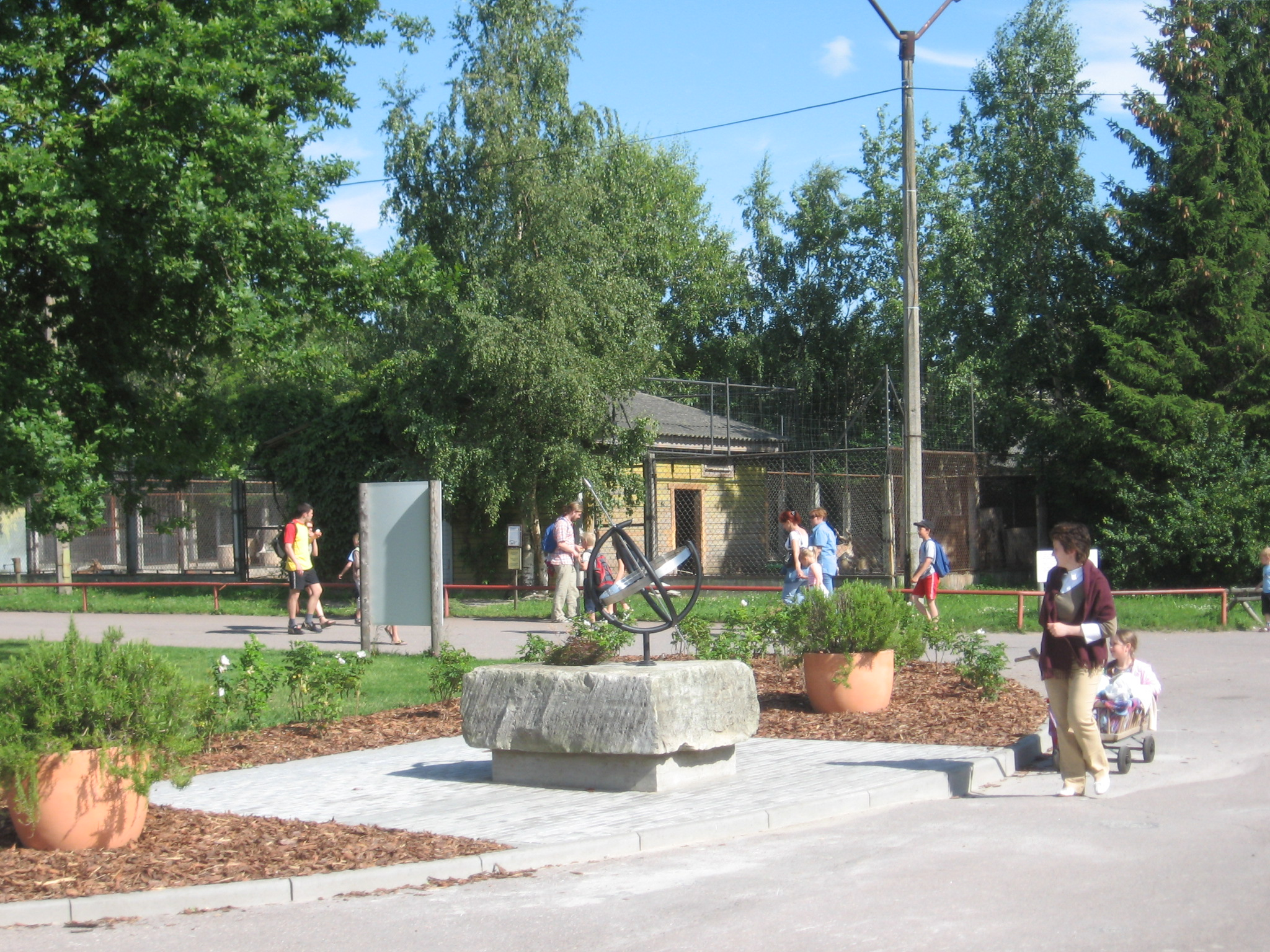
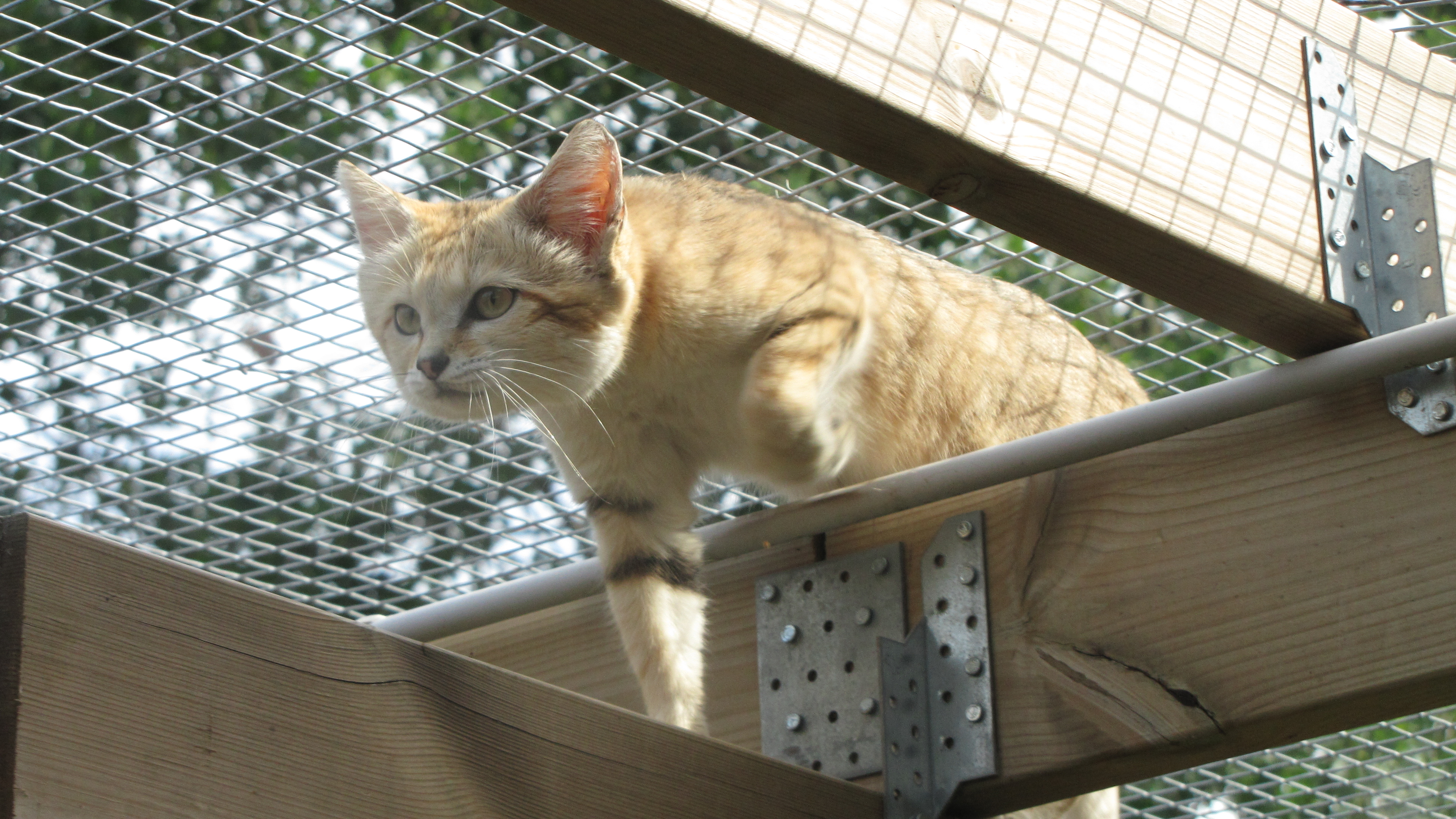
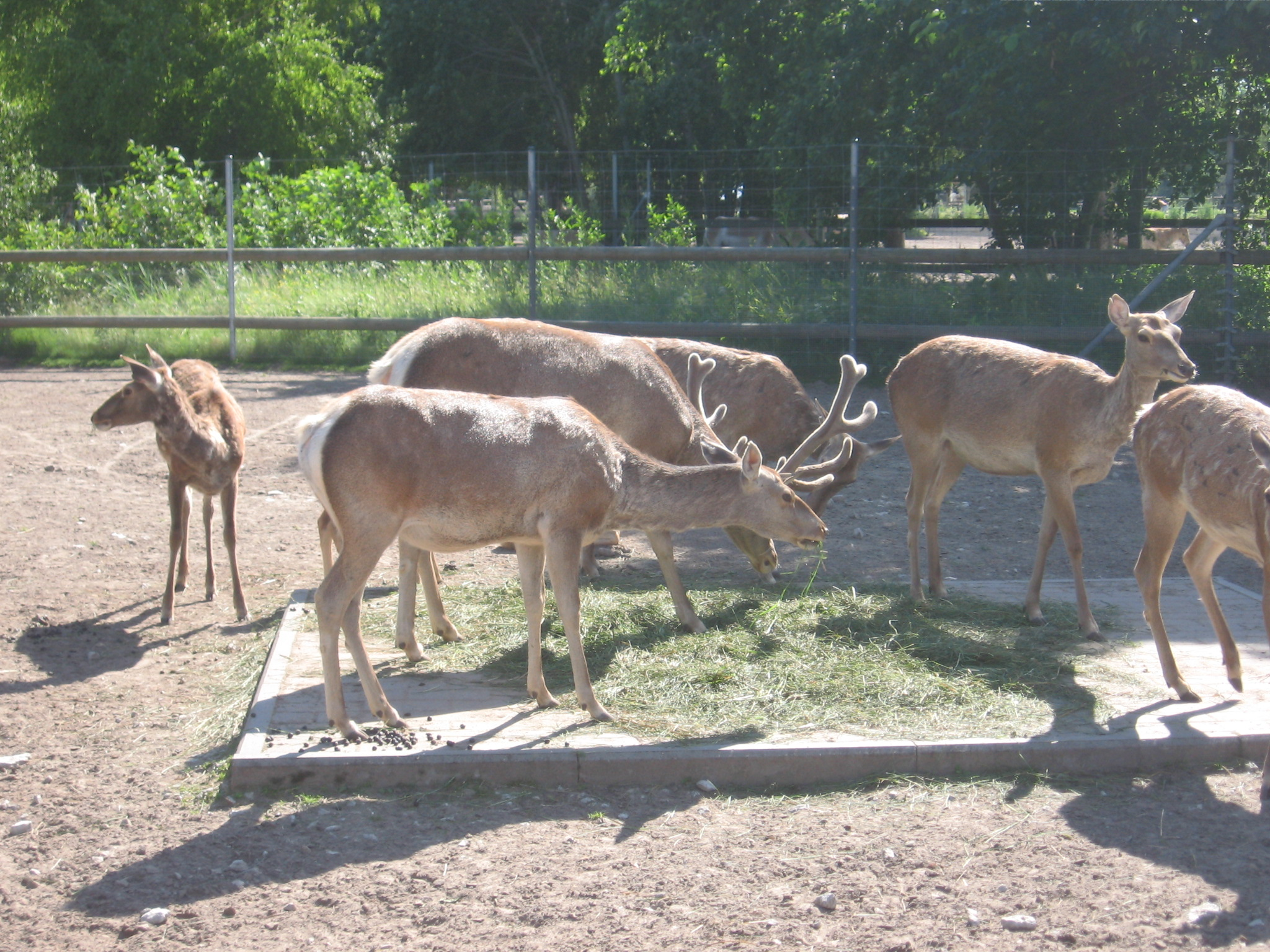
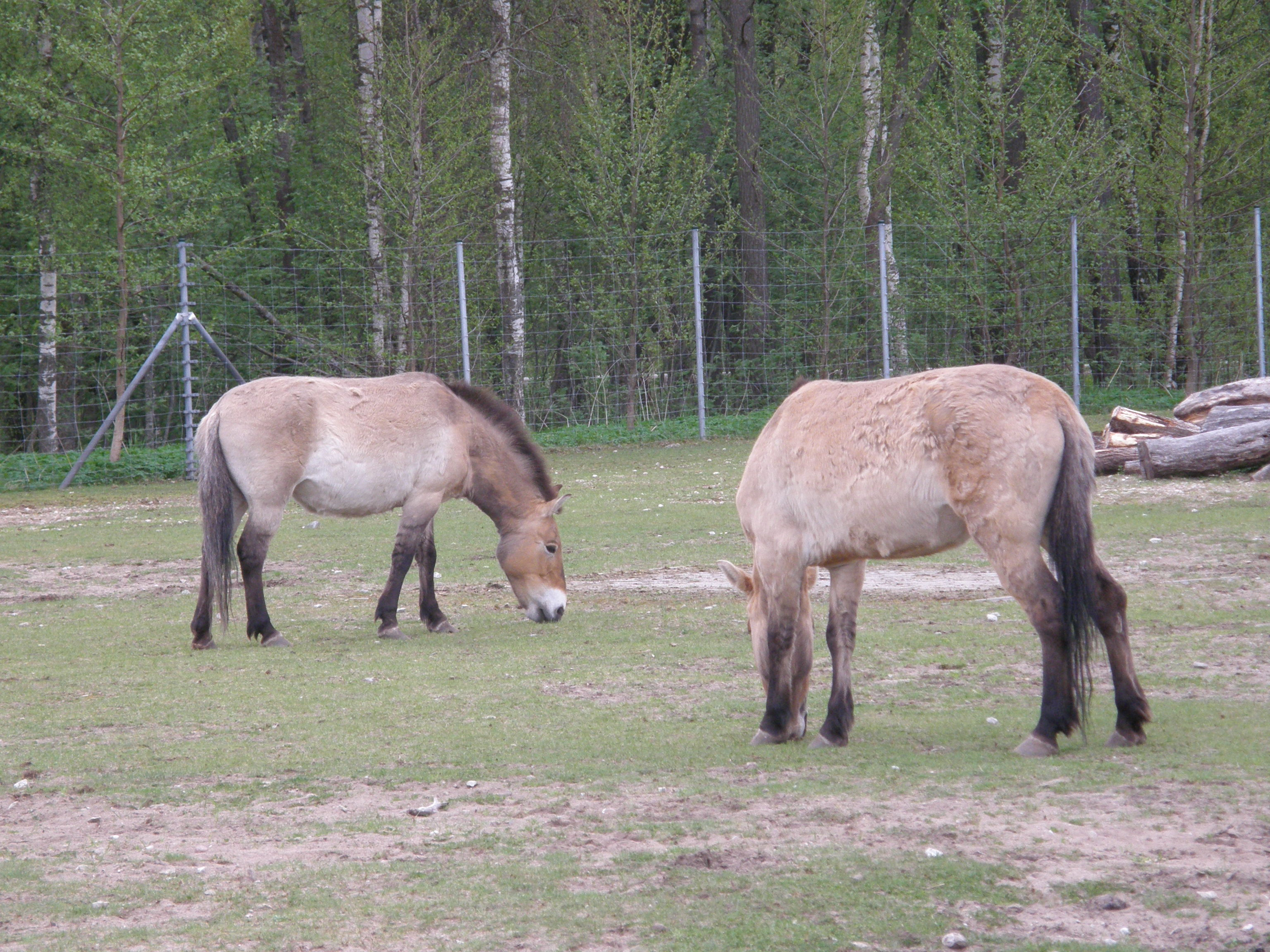
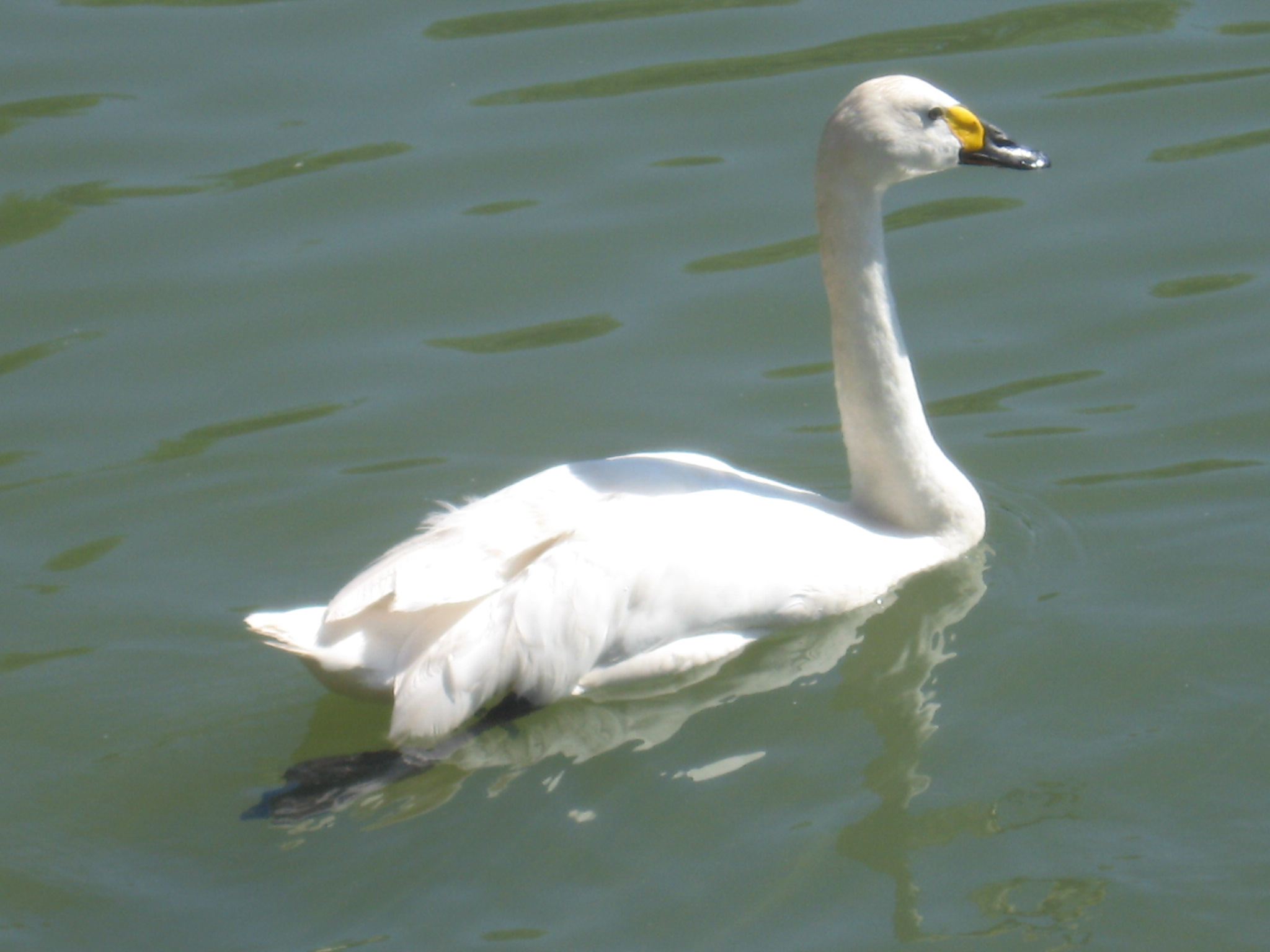
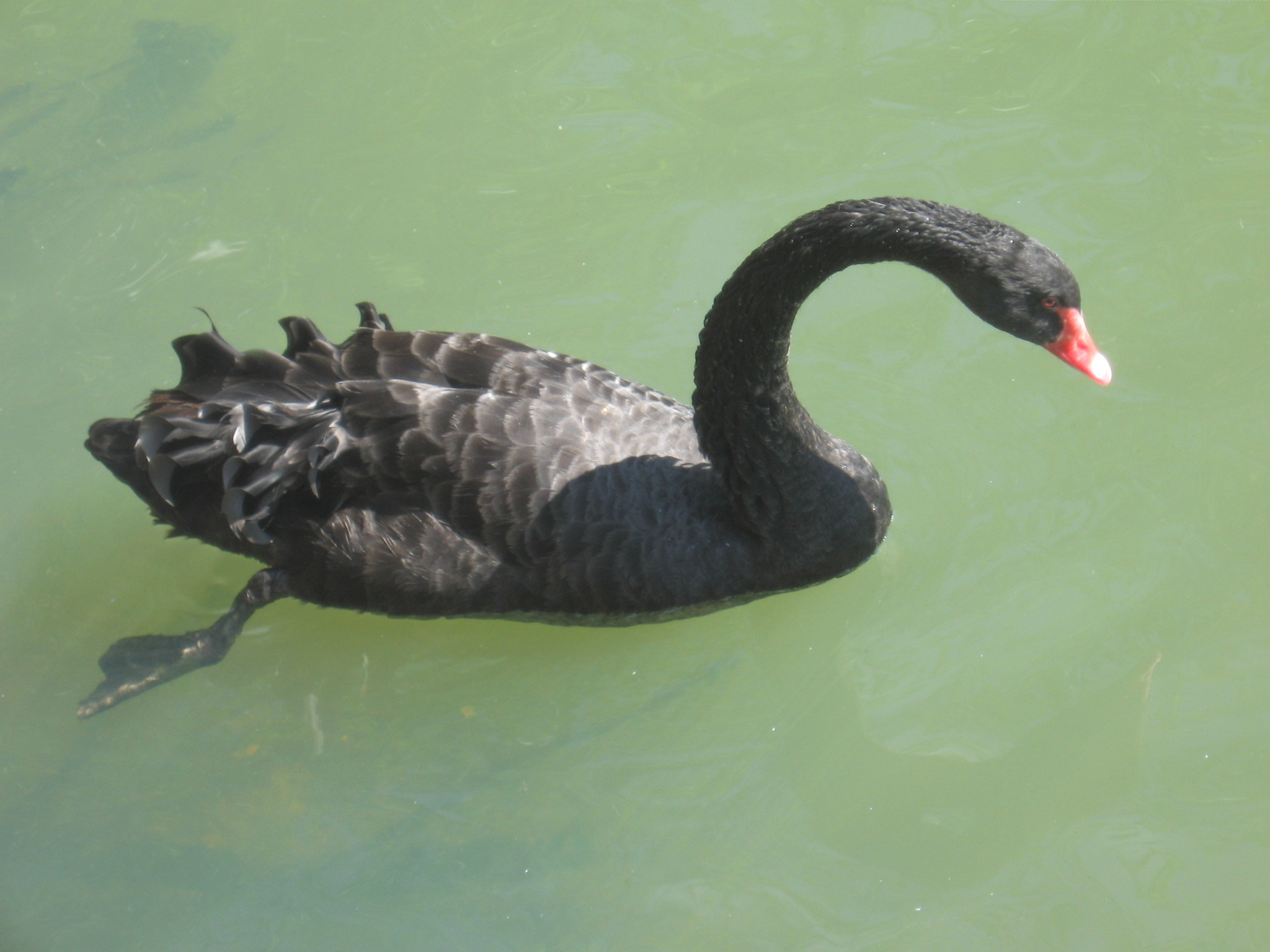
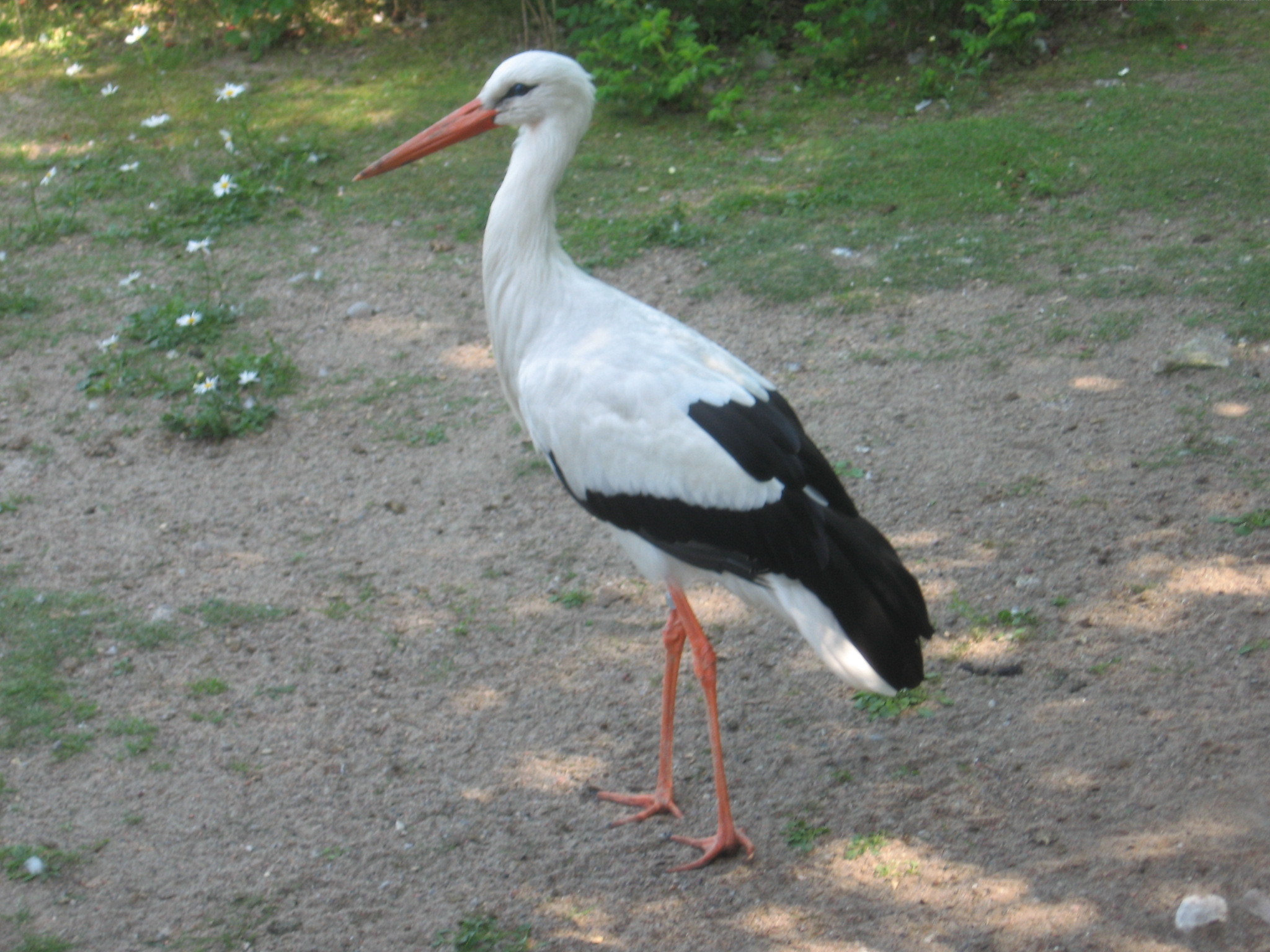
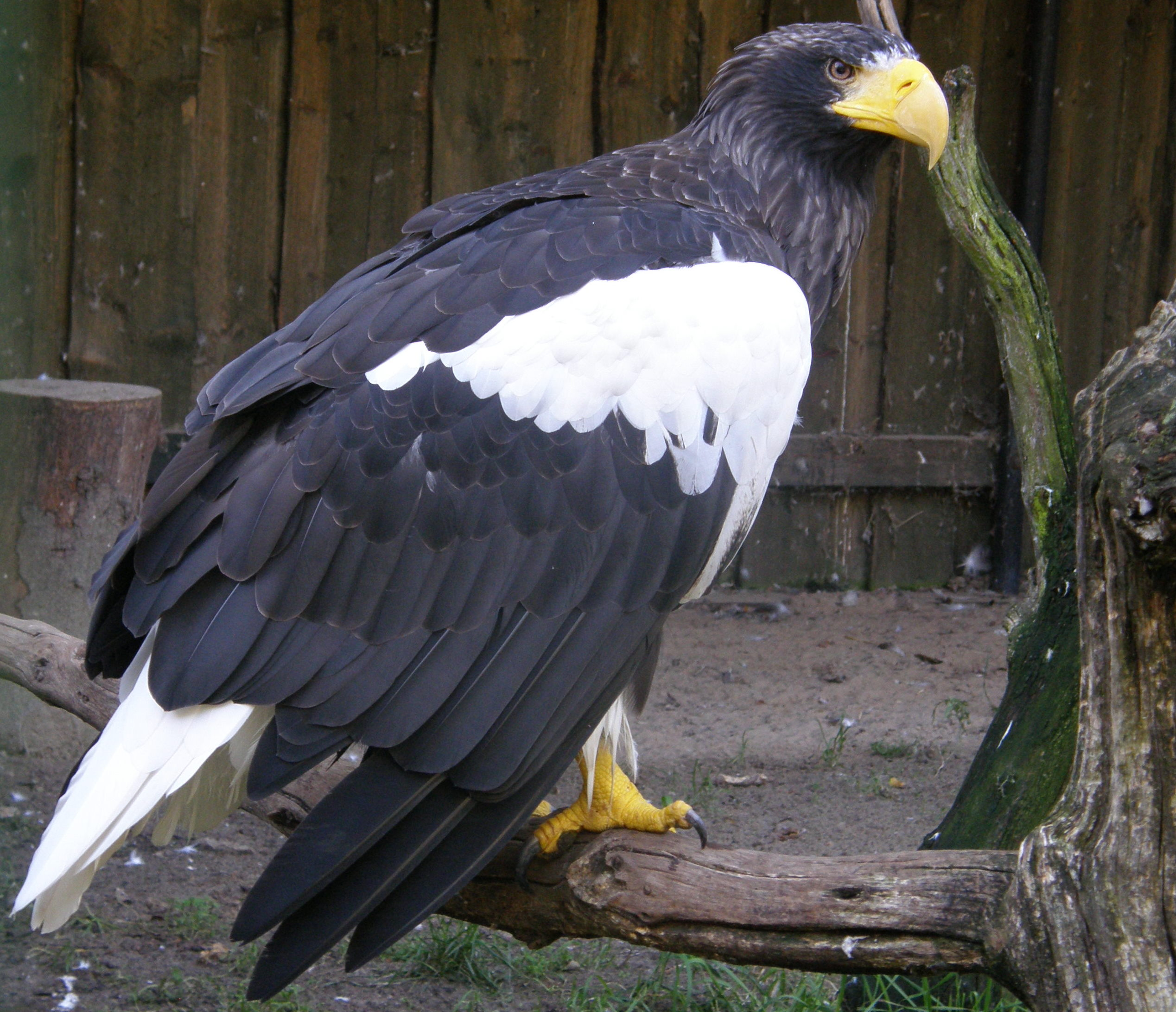
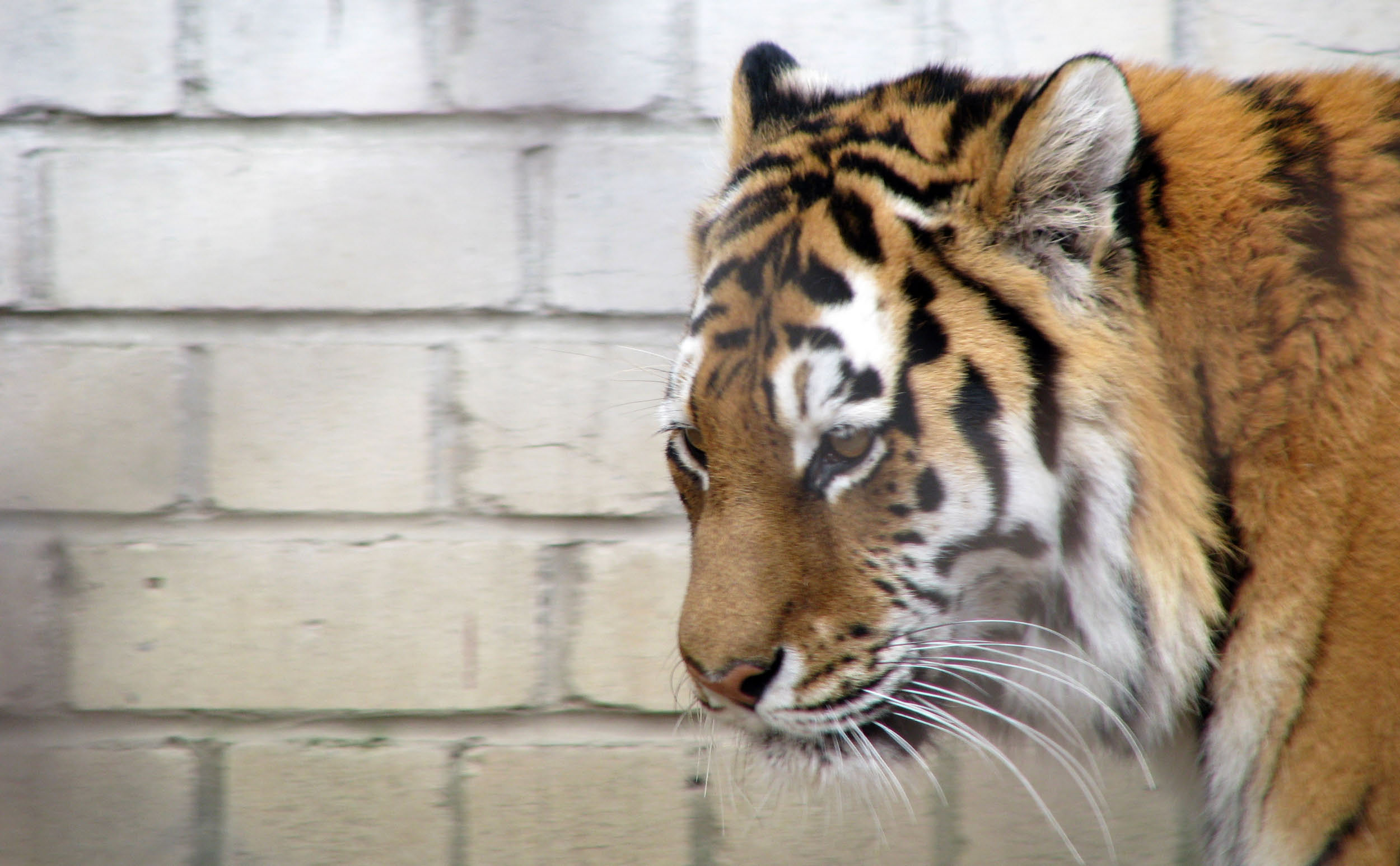
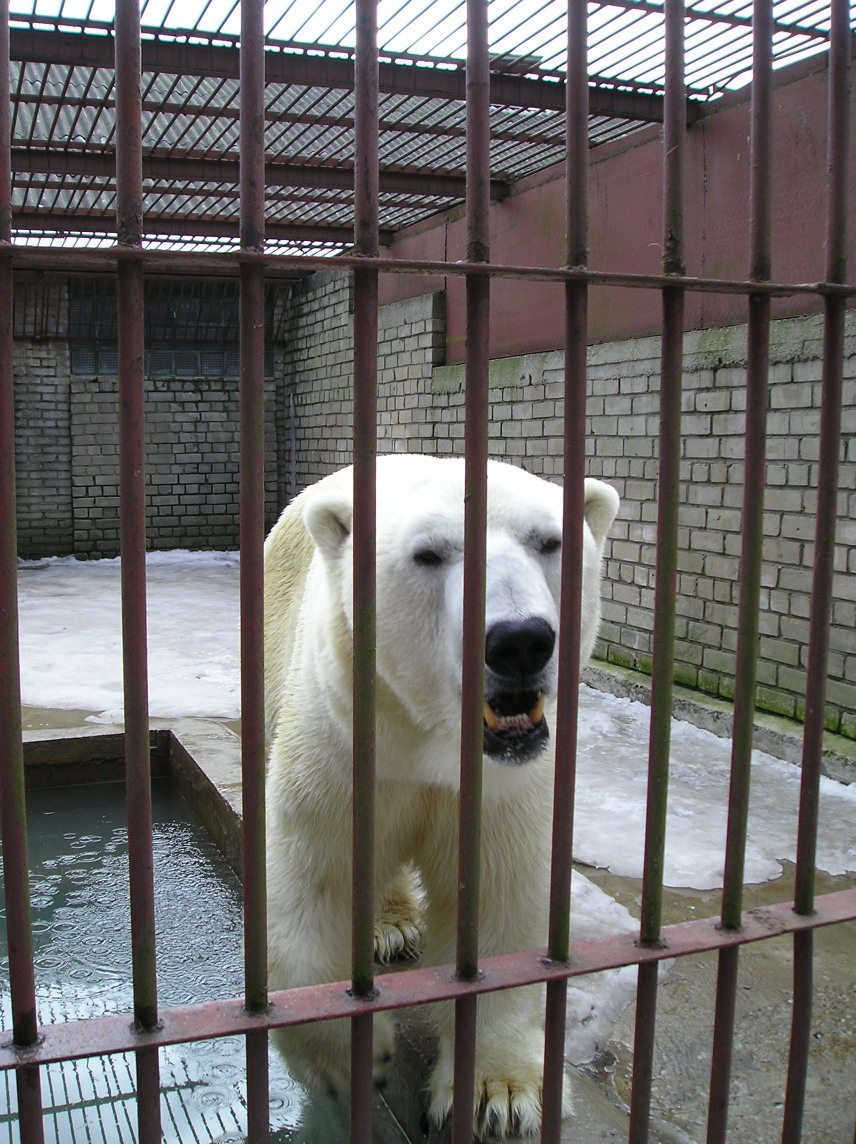
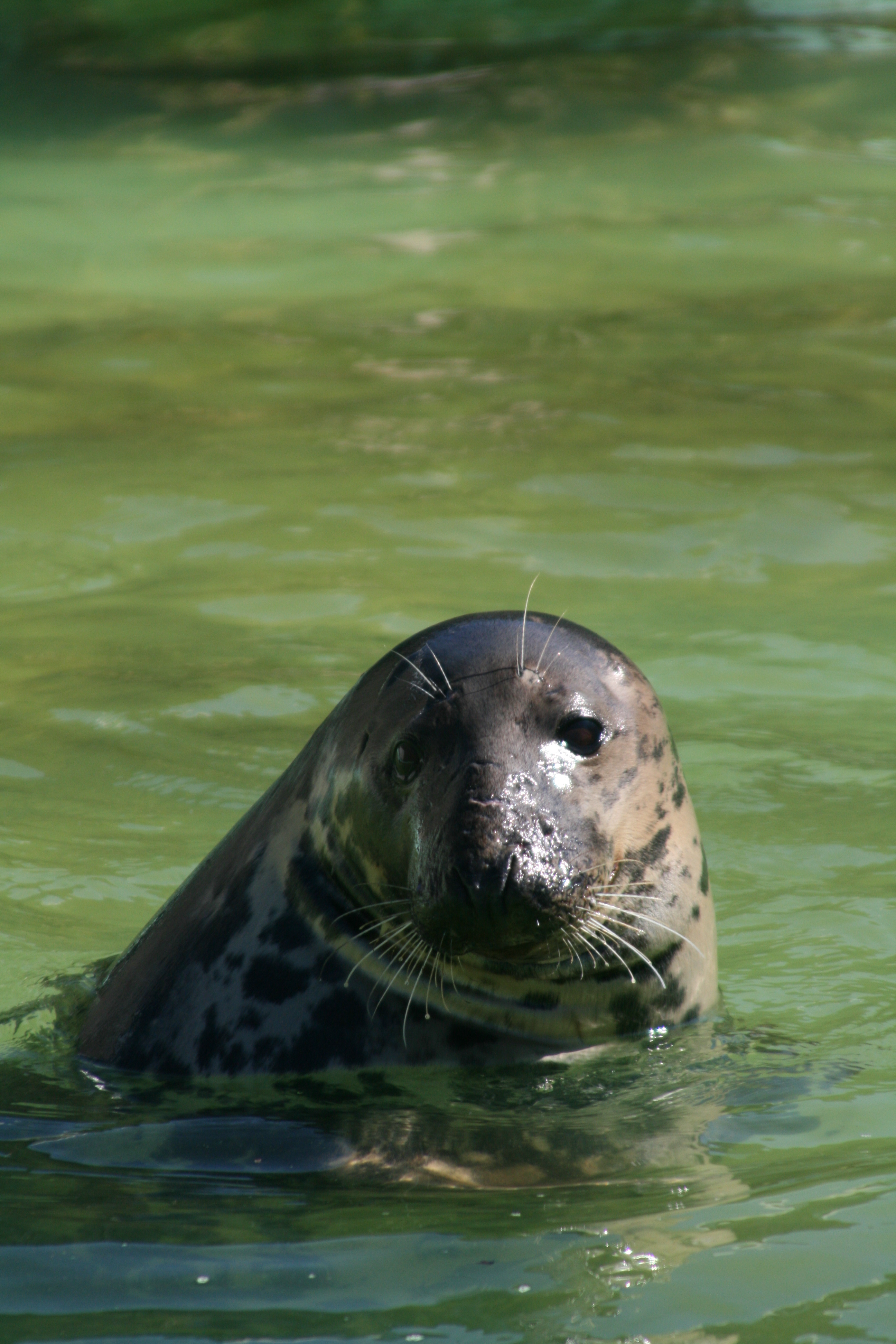
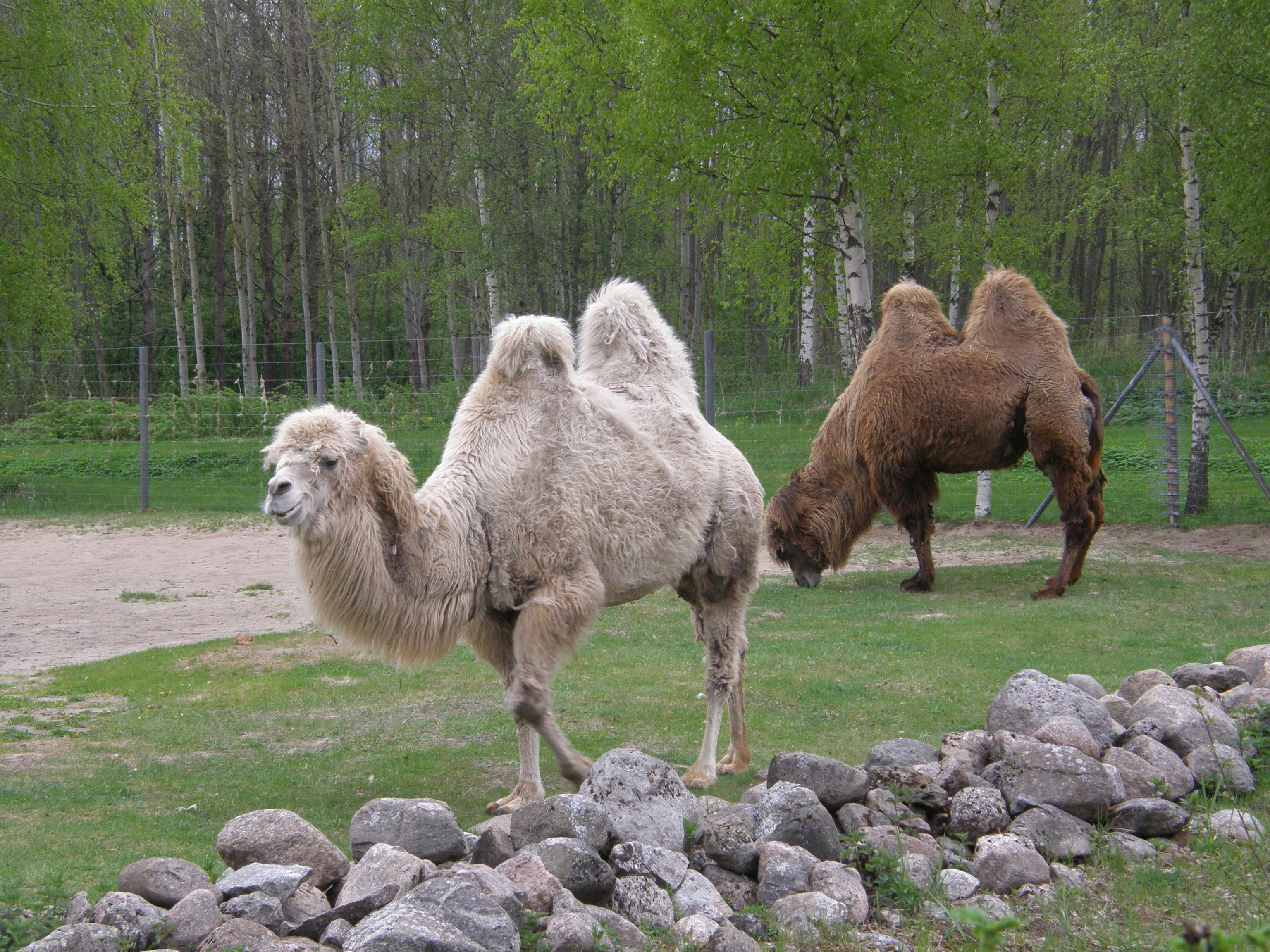
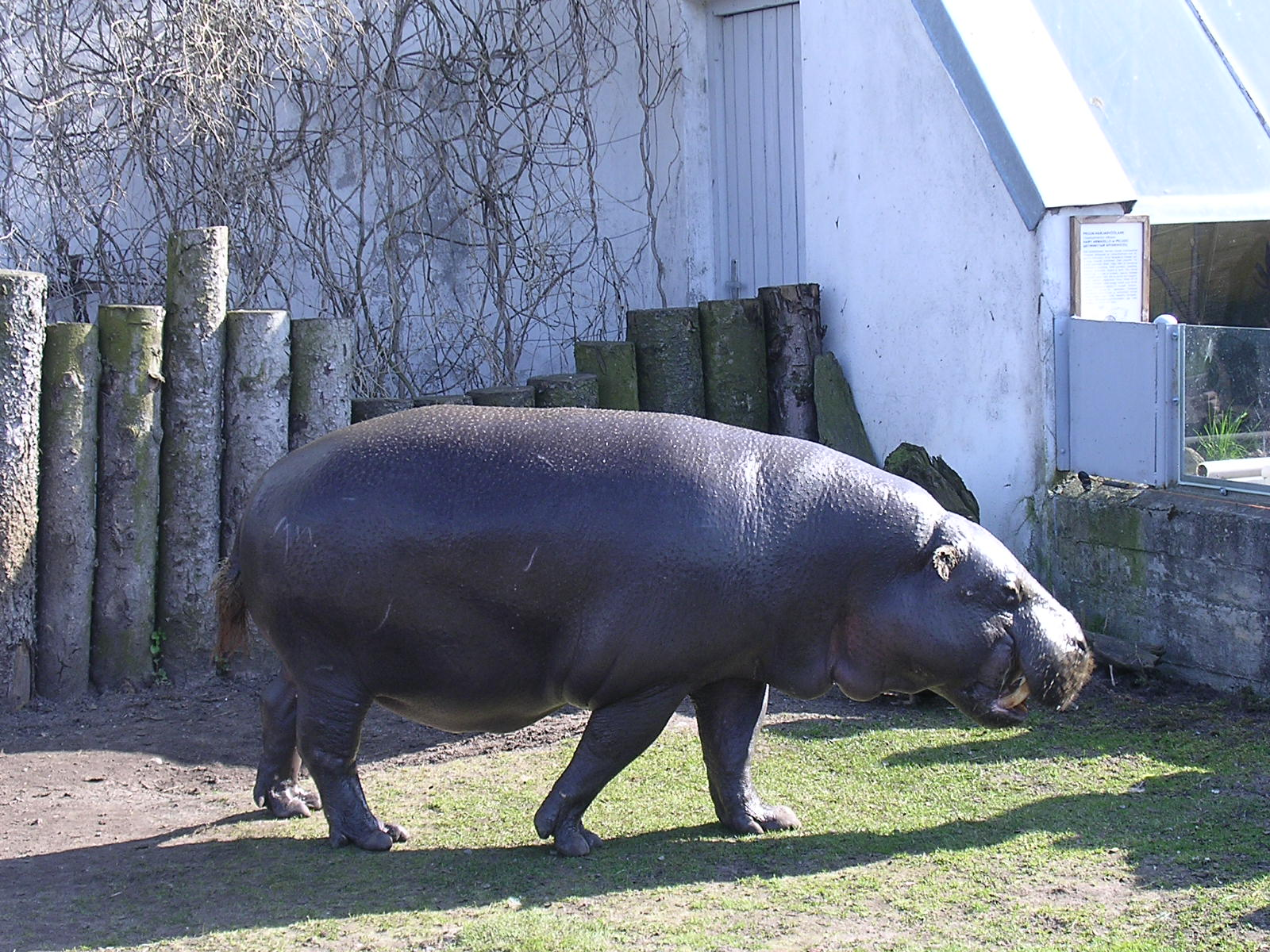
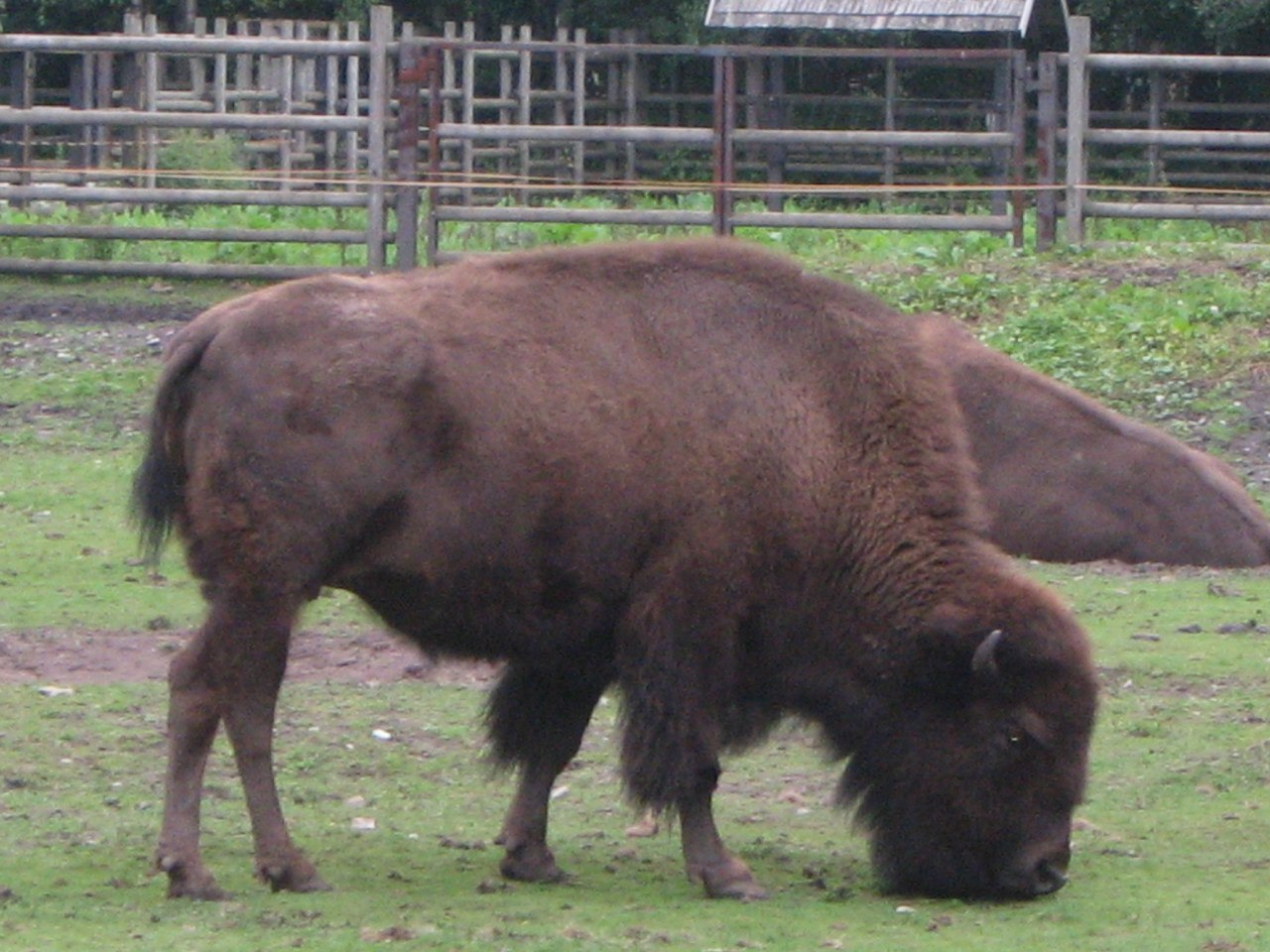
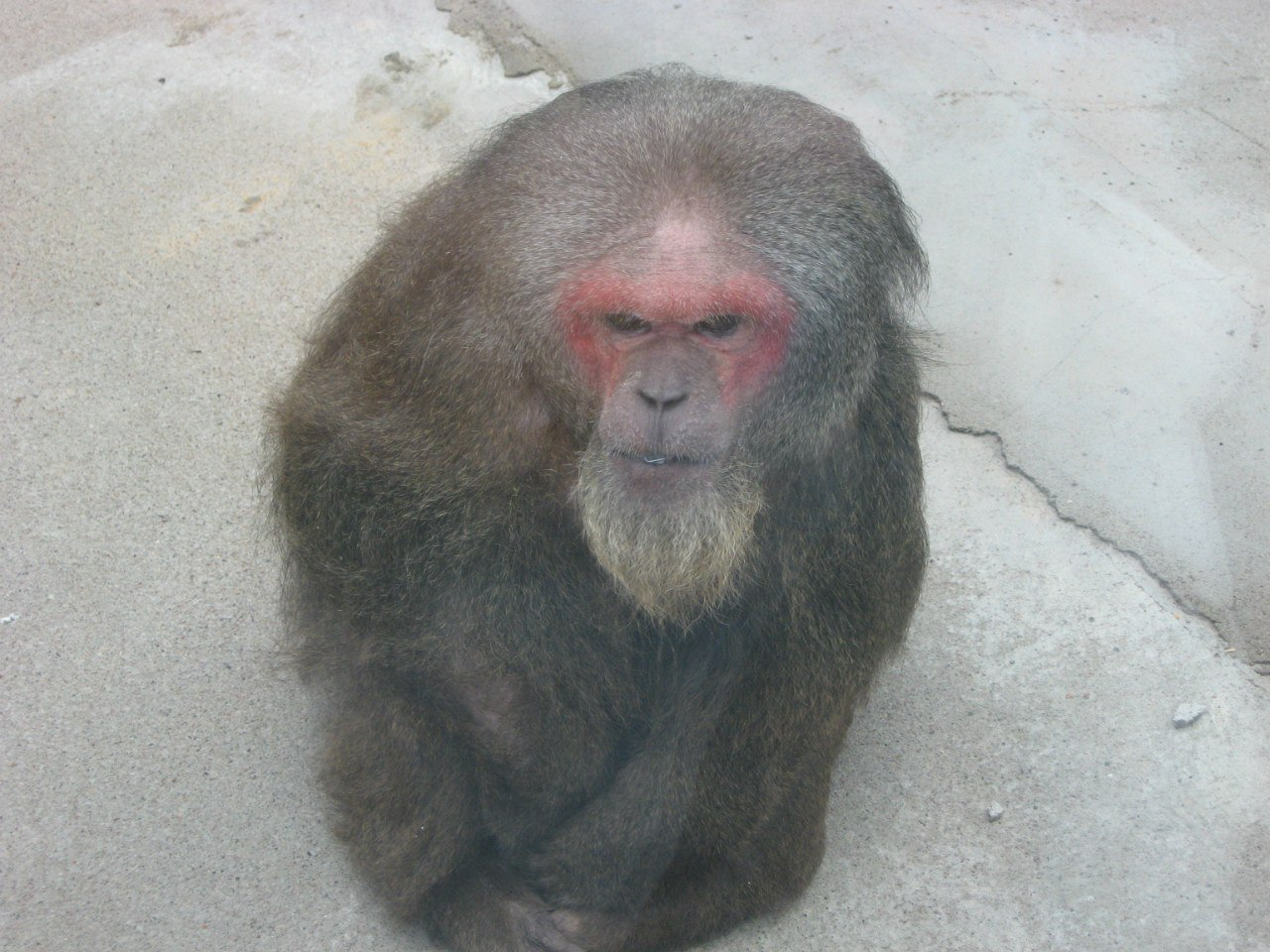
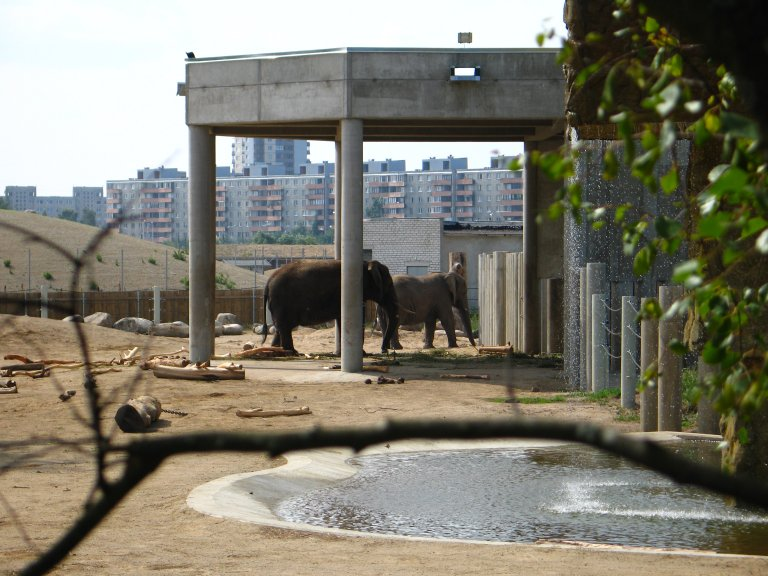
قفس نگه‌داری فیل‌ها